# Klamm und Kastlhäng
Das Naturschutzgebiet Klamm und Kastlhäng liegt auf dem Gebiet des niederbayerischen Landkreises Kelheim südlich, südwestlich und südöstlich von Prunn, einem Ortsteil der Stadt Riedenburg. Unweit nördlich des Gebietes fließt die Altmühl und verläuft die St 2230. Westlich fließt der Schambach, nordöstlich – auf der anderen Seite der Altmühl – erstreckt sich das rund 77,5 ha große Naturschutzgebiet Schloss Prunn.

## Bedeutung
Das rund 250 ha große Gebiet mit der Nr. NSG-00088.01 wurde im Jahr 1969  unter Naturschutz gestellt.

## Naturwald
Im nördlichen Teil des Naturschutzgebietes liegt mit dem Naturwald Buchenwälder in der südlichen Frankenalb eines der größten Waldschutzgebiete Bayerns.